# 1998 SQ
1998 SQ är en trojansk asteroid i Jupiters lagrangepunkt L4. Den upptäcktes 16 september 1998 av OCA–DLR Asteroid Survey (ODAS).
Asteroiden har en diameter på ungefär 23 kilometer.